# I Zwicky 18
La Galaxia I Zwicky 18 es una galaxia enana irregular a 45 millones de años luz de la Tierra en dirección a la constelación de la Osa Mayor. Fue identificada por vez primera en la década de 1930 por el astrónomo Fritz Zwicky, a quien debe su nombre.
I Zwicky 18, con sólo 500 millones de años de edad, es una galaxia recién nacida, comparada con la mayor parte de las galaxias, incluida la Vía Láctea, cuya edad ronda los 12.000 millones de años. Se piensa que todavía puede estar creando estrellas de Población III; sus estrellas están compuestas casi exclusivamente por hidrógeno y helio, estando casi completamente ausentes en su composición los elementos más pesados.
Se piensa que o bien la galaxia se ha formado recientemente, como parece indicar su materia "normal", o bien se formó con anterioridad y durante miles de millones de años ha permanecido como una galaxia oscura, y sólo recientemente ha adquirido la masa requerida de hidrógeno y helio para iniciar la formación estelar. En este sentido, un encuentro casual con otra galaxia enana, y las perturbaciones gravitacionales que ello conlleva, puede haber producido el colapso de las nubes de hidrógeno y el subsiguiente nacimiento de estrellas.